# Jermel Kennedy
Jermel Kennedy (19 de septiembre de 1989, Malton, Ontario) es un jugador de baloncesto canadiense. Con 1,98 metros de altura, juega como alero o ala-pívot. 

## Trayectoria

### Universidades
| Club               | País           | Clase     | Año         |
| ------------------ | -------------- | --------- | ----------- |
| Volunteer State CC | Estados Unidos | Freshman  | 2008 - 2009 |
| Volunteer State CC | Estados Unidos | Sophomore | 2009 - 2010 |
| Lander Bearcats    | Estados Unidos | Junior    | 2010 - 2011 |
| Lander Bearcats    | Estados Unidos | Senior    | 2011 - 2012 |

### Clubes
| Club                         | País       | Año         |
| ---------------------------- | ---------- | ----------- |
| TV Langen                    | Alemania   | 2013 - 2014 |
| AB Contern                   | Luxemburgo | 2014        |
| Porvoon Tarmo                | Finlandia  | 2014 - 2015 |
| Marne                        | Uruguay    | 2015        |
| CB Clavijo                   | España     | 2015 - 2016 |
| Worcester Wolves             | Inglaterra | 2016 - 2017 |
| Ovarense                     | Portugal   | 2017 - 2018 |
| Kaysersberg Ammerschwihr BCA | Francia    | 2018 - 2019 |
| Guelph Nighthawks            | Canadá     | 2019        |
| Ferro                        | Argentina  | 2019        |
| Besançon BCD                 | Francia    | 2019 - 2020 |
| Hamilton Honey Badgers       | Canadá     | 2020        |
| Toulouse                     | Francia    | 2020 - 2021 |
| Newfoundland Growlers        | Canadá     | 2021        |
| Ferroviário da Beira         | Mozambique | 2021 - 2022 |